# سنجاي غوبتا
سنجاي غوبتا (بالهندية: संजय गुप्ता؛ بالإنجليزية: Sanjay Gupta) هو كاتب سيناريو ومنتج أفلام ومخرج هندي، ولد في 23 أكتوبر 1969 في مومباي في الهند.

## وصلات خارجية
- سانجاي جوبتا على موقع IMDb (الإنجليزية)
- سانجاي جوبتا على موقع ألو سيني (الفرنسية)
- سانجاي جوبتا على موقع أول موفي (الإنجليزية)
- سانجاي جوبتا على موقع قاعدة بيانات الأفلام السويدية (السويدية)
- سانجاي جوبتا على موقع قاعدة بيانات الفيلم (الإنجليزية)
- سانجاي جوبتا على موقع كينوبويسك (الروسية)